# سارا علی‌خان
سارا علی‌خان (هندی: सारा अली ख़ान، زادۀ ۱۲ اوت ۱۹۹۵) بازیگر هندی و فرزند امریتا سینگ و سیف علی‌خان است. او ۲ سال پس از ورود به دانشگاه کلمبیا، در ۹ مه ۲۰۱۶ در رشتۀ تاریخ و علوم سیاسی از دانشگاه کلمبیا فارغ‌التحصیل شد و سپس به بازیگری روی آورد.
کدارنات اولین فیلم بلند او، جوایز بسیاری را برایش به ارمغان آورد؛ از جمله جایزۀ بهترین بازیگر تازه وارد جشنوارۀ فیلم‌فیر. کدارنات و سیمبا دیگر فیلم او، در گیشه موفق بودند.

## فیلم‌شناسی
فهرست برخی از فیلم‌هایی که سارا علی‌خان در آن‌ها به ایفای نقش پرداخته است:
- کدارنات-۲۰۱۸
- سیمبا-۲۰۱۸
- عشق امروزی-۲۰۲۰
- باربر درجه ۱-۲۰۲۰
- عجیب غریب-۲۰۲۱
- چراغ نفتی-۲۰۲۳
- برو کنار و مراقب باش-۲۰۲۳
- داستان عشق راکی و رانی-۲۰۲۳
- قتل مبارک-۲۰۲۴
- آه وطن وطن من-۲۰۲۴